# شجرة قذيفة المدفع
شجرة قذيفة المدفع (الأسم العلمي: Couroupita guianensis)، والمعروفة من قبل مجموعة متنوعة من الأسماء الشائعة بما في ذلك شجرة المدفع،  هي شجرة نفضية في عائلة اللوسيتية، والتي تشمل أيضًا جوز البرازيل (ertholletia excelsa) و جوزة الجنة. موطنها الغابات الاستوائية في أمريكا الوسطى والجنوبية، وتزرع في العديد من المناطق المدارية الأخرى في جميع أنحاء العالم بسبب أزهارها الجميلة ورائحة والفواكه الكبيرة والمثيرة للاهتمام. هناك استخدامات طبية لأجزاء كثيرة لها،  والشجرة لها أهمية ثقافية ودينية في الهند، وسريلانكا وجنوب شرق آسيا. تم تسمية الشجرة من قبل عالم النبات الفرنسي جان بابتيست كريستوفر فوسيه أوبليه في عام 1775.

## الوصف
شجرة قذيفة المدفع هي شجرة يصل ارتفاعها إلى 35 مترًا (110 قدمًا). عادة ما يكون طول الأوراق، التي تظهر في مجموعات في نهايات الفروع، من 8 إلى 31 سم (3 إلى 12 بوصة)، ولكن يمكن أن يصل أطوالها إلى 57 سم (22 بوصة).

### الزهور
تحمل الأزهار في أجناس يصل طولها إلى 80 سم (31 بوصة). تزهر بعض الأشجار بغزارة حتى يتم تغطية الجذع بأكمله بعصائر. يمكن لشجرة واحدة أن تحتوي على ما يصل إلى 1000 زهرة في اليوم. الزهور معطرة بقوة، وتكون عطرة بشكل خاص في الليل وفي الصباح الباكر. يصل قطرها إلى 6 سم (2.4 بوصة)، مع ستة بتلات، وعادة ما تكون ذات ألوان زاهية، وتتراوح البتلات من ظلال من اللون الوردي والأحمر بالقرب من القواعد إلى صفراء باتجاه الأطراف. هناك منطقتان من الأسدية: حلقة من الأسدية في المركز، وترتيب الأسدية التي تم تعديلها إلى غطاء.
على الرغم من أن الأزهار تفتقر إلى الرحيق، إلا أنها جذابة جدًا للنحل الذي يأتي من أجل حبوب اللقاح. يعتبر نحل نجار ملقحًا شائعًا للأشجار المزروعة في ريو دي جانيرو، خارج النطاق الأصلي للشجرة.

### الفاكهة
الثمار كروية ذات قشرة خشبية ويصل أقطارها إلى 25 سم (9.8 بوصة)، مما يعطي الأنواع الاسم الشائع «شجرة المدفع». قد تحتوي الفاكهة الصغيرة على حوالي 65 بذرة، بينما يمكن أن تحتوي الثمار الكبيرة على ما يصل إلى 550 بذرة. ويمكن لشجرة واحدة أن تحمل 150 ثمرة. تستغرق الثمار ما يصل إلى عام لتنضج في معظم المناطق، وأحيانًا تصل إلى 18 شهرًا. يكون لب الفاكهة أبيض اللون ويتحول إلى اللون الأزرق عند الأكسدة، وهو تفاعل مع الهواء.

## الاستخدامات
البذور مشتتة بواسطة الحيوانات التي تتغذى على الثمار. عندما تسقط الثمار على الأرض، عادة ما تنفتح القشرة الخشبية الصلبة، مما يؤدي إلى تعريض اللب والبذور. قد يتم تكسير الثمار التي تظل كاملة بواسطة الحيوانات مثل البيكاري. تتغذى العديد من الحيوانات على اللب والبذور، بما في ذلك البيكاري والباكا والدجاج والخنازير الداجنة. البذور مغطاة بترايخومات قد تحميها أثناء مرورها عبر الجهاز الهضمي للحيوانات.
تزرع شجرة قذيفة المدفع كزينة لأزهارها المبهجة والرائحة وكعينة نباتية لثمارها المثيرة للاهتمام.
الفاكهة صالحة للأكل، ولكن لا يأكلها الناس، لأنها على عكس أزهارها ذات الرائحة الشديدة، يمكن أن يكون لها رائحة كريهة. يتم إطعامها للماشية مثل الخنازير والطيور الداجنة.
تم استخدام أجزاء من النبات في الطب التقليدي. تم استخدامه لعلاج ارتفاع ضغط الدم والأورام والألم والالتهابات ونزلات البرد وآلام المعدة والأمراض الجلدية والجروح والملاريا وألم الأسنان، على الرغم من عدم وجود بيانات حول فعاليته.
في الهند، تم اعتماد الشجرة التي تم تقديمها من أمريكا الجنوبية على أنها مقدسة لدى الهندوس، الذين يعتقدون أن أزهارها المغطاة تشبه الناغا، وتزرع في معابد شيفا. ومنذ ذلك الحين زرعت شجرة المدفع في المواقع الدينية البوذية والهندوسية في آسيا اعتقادًا منها بأنها شجرة الكتب المقدسة. في سريلانكا وتايلاند ودول بوذية ثيرافادا أخرى، تم زراعتها في الأديرة البوذية والمواقع الدينية الأخرى.

## صالة العرض

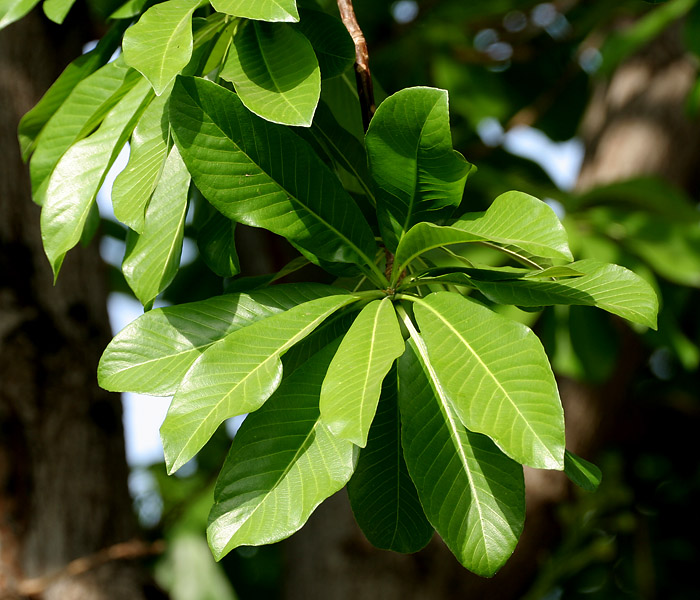
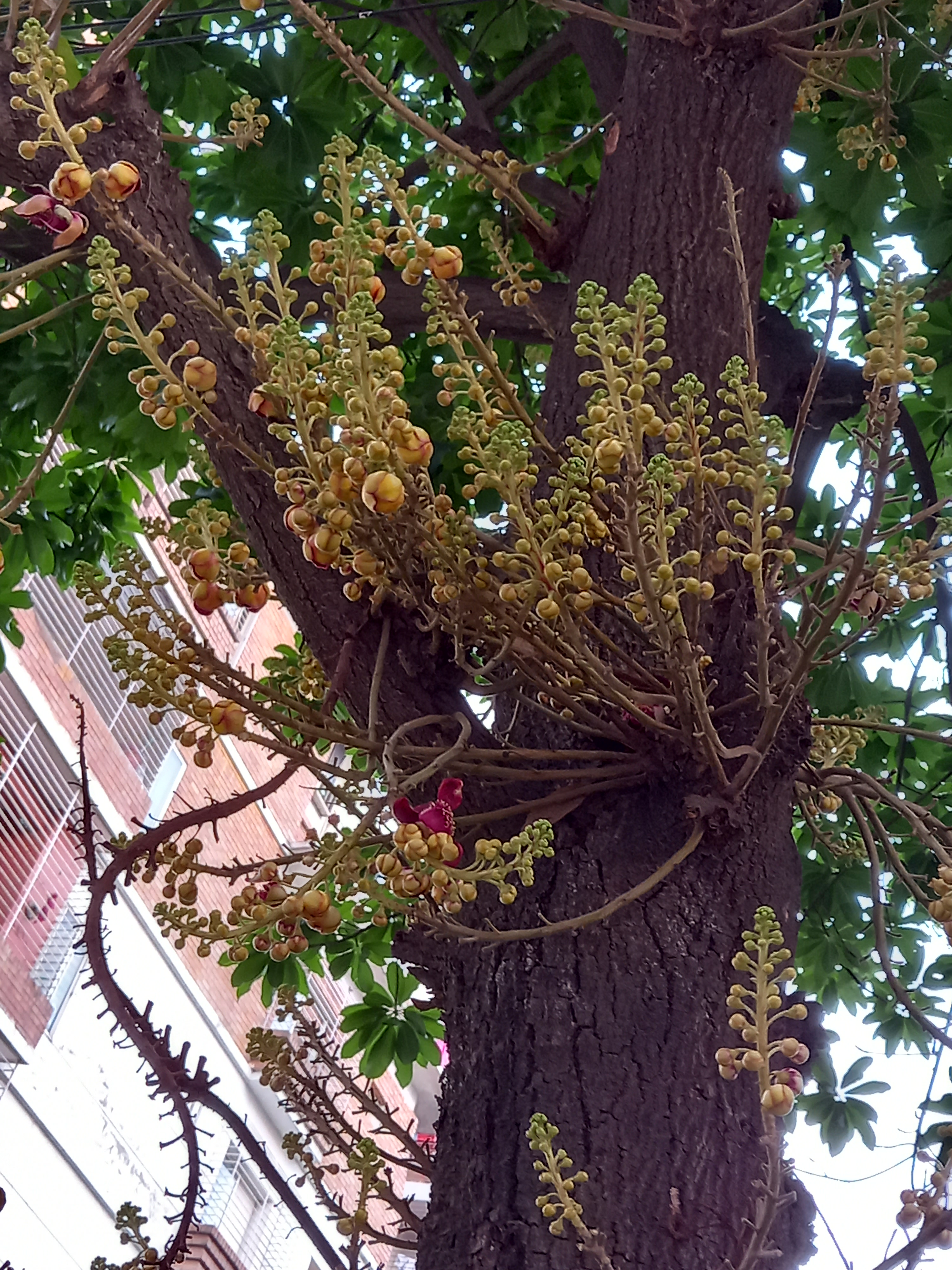
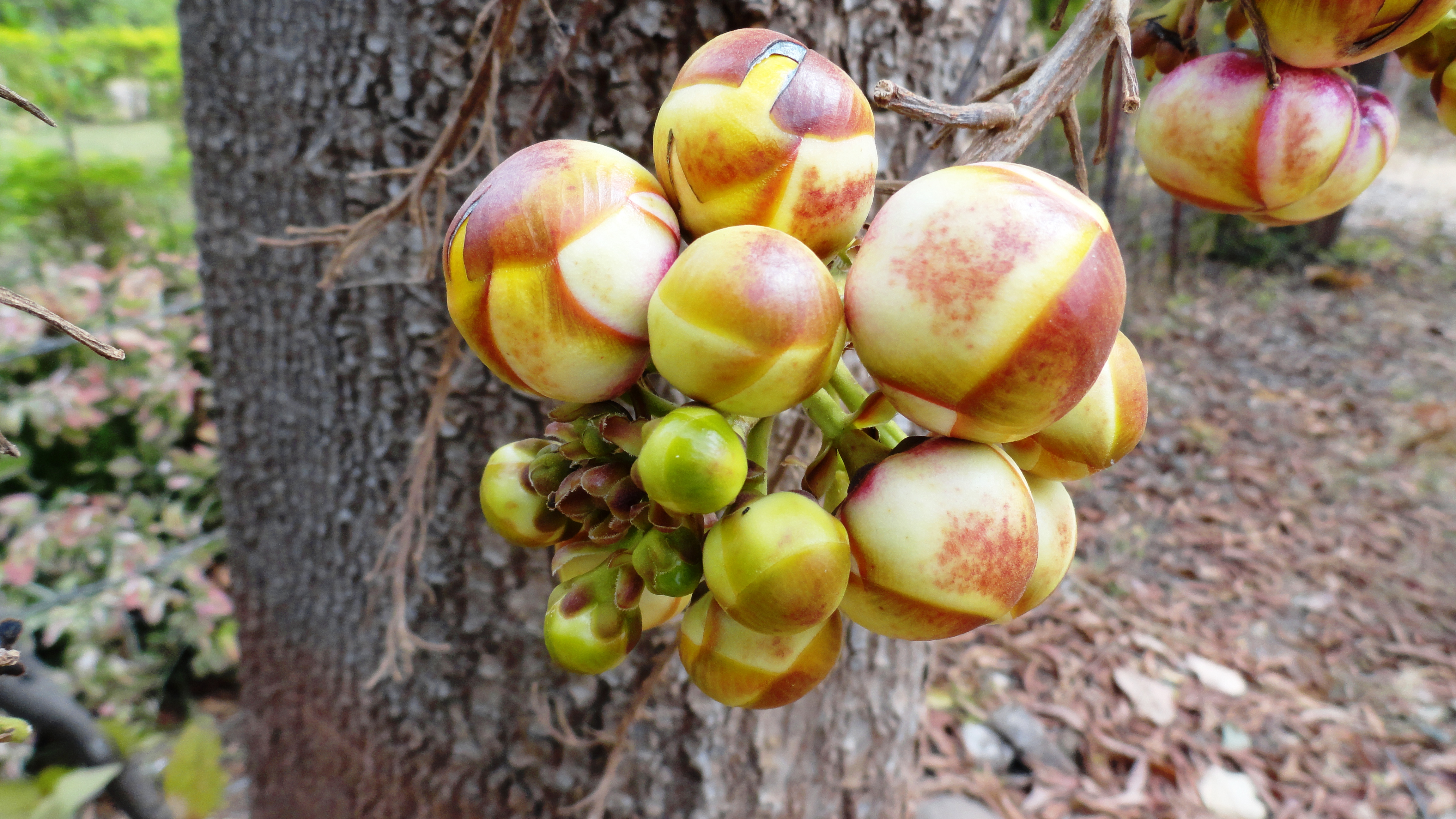
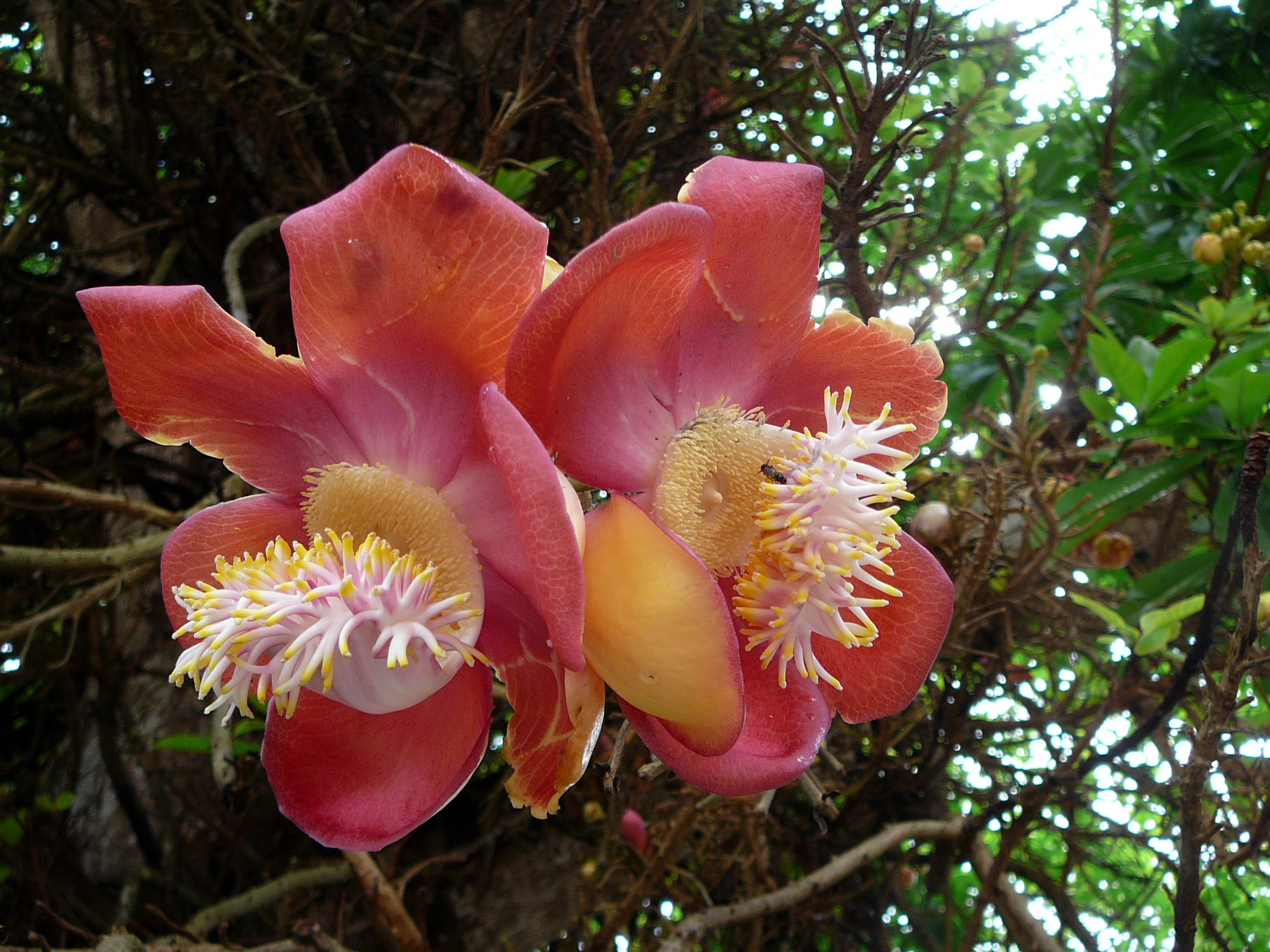
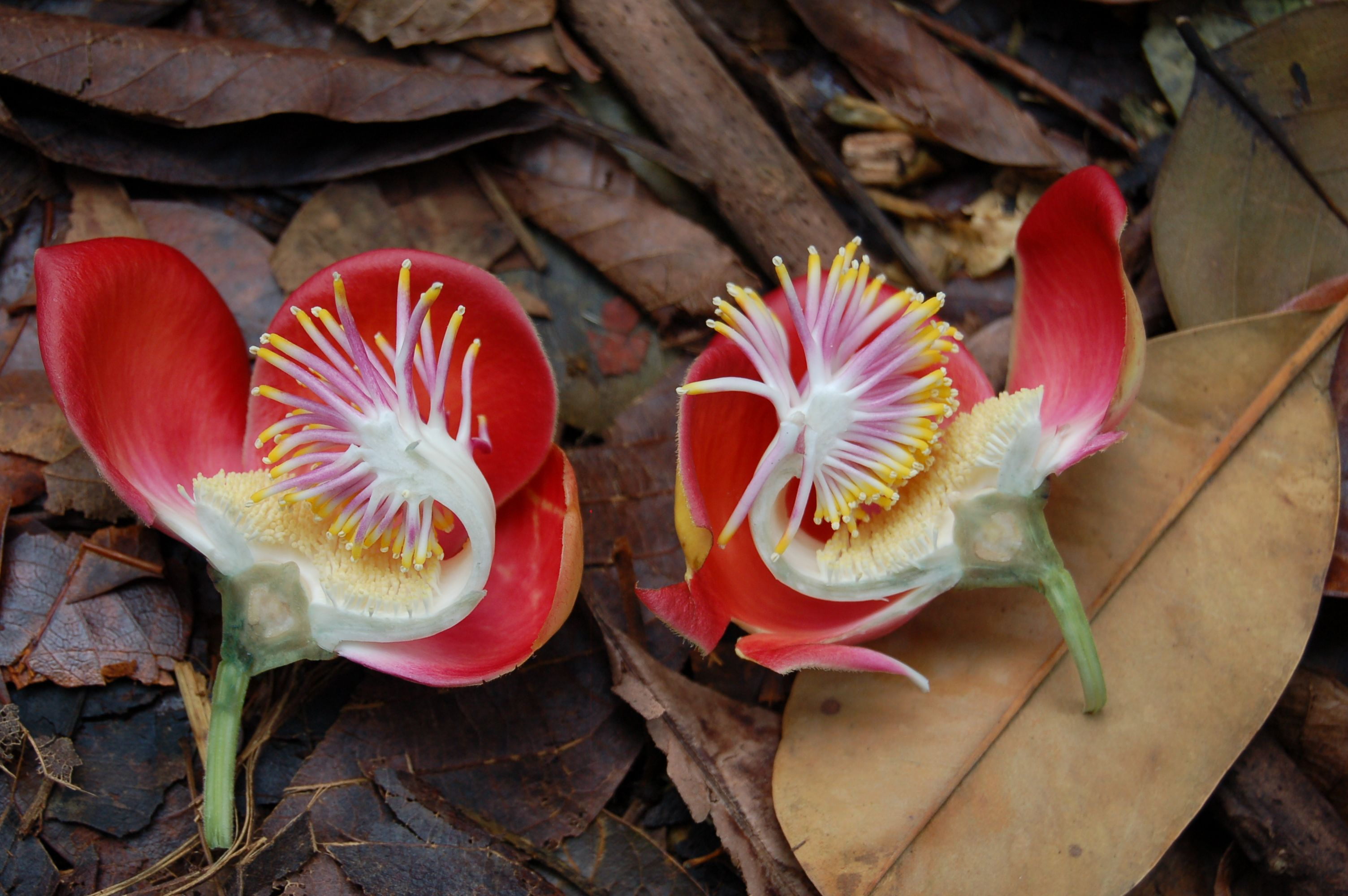
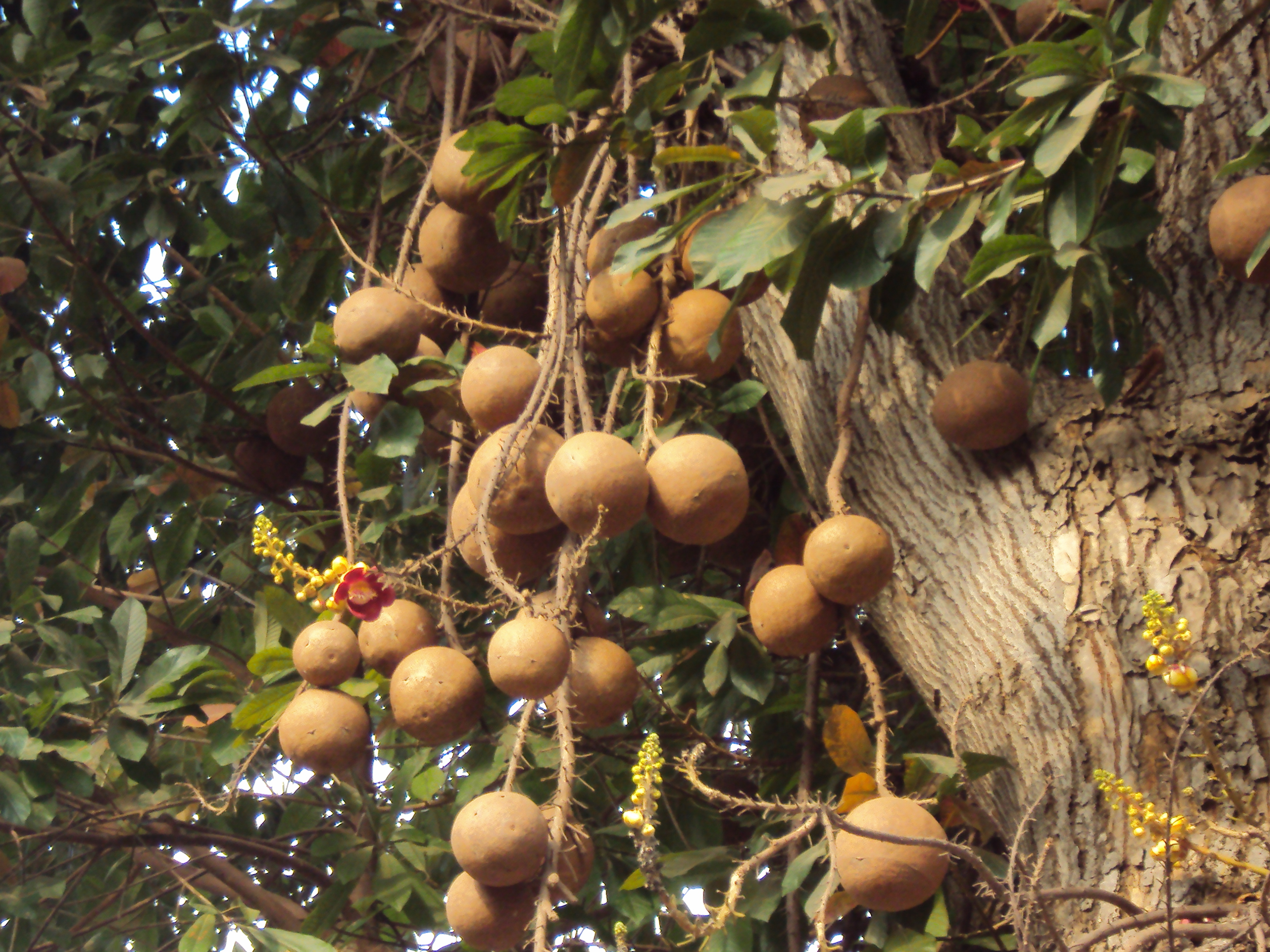
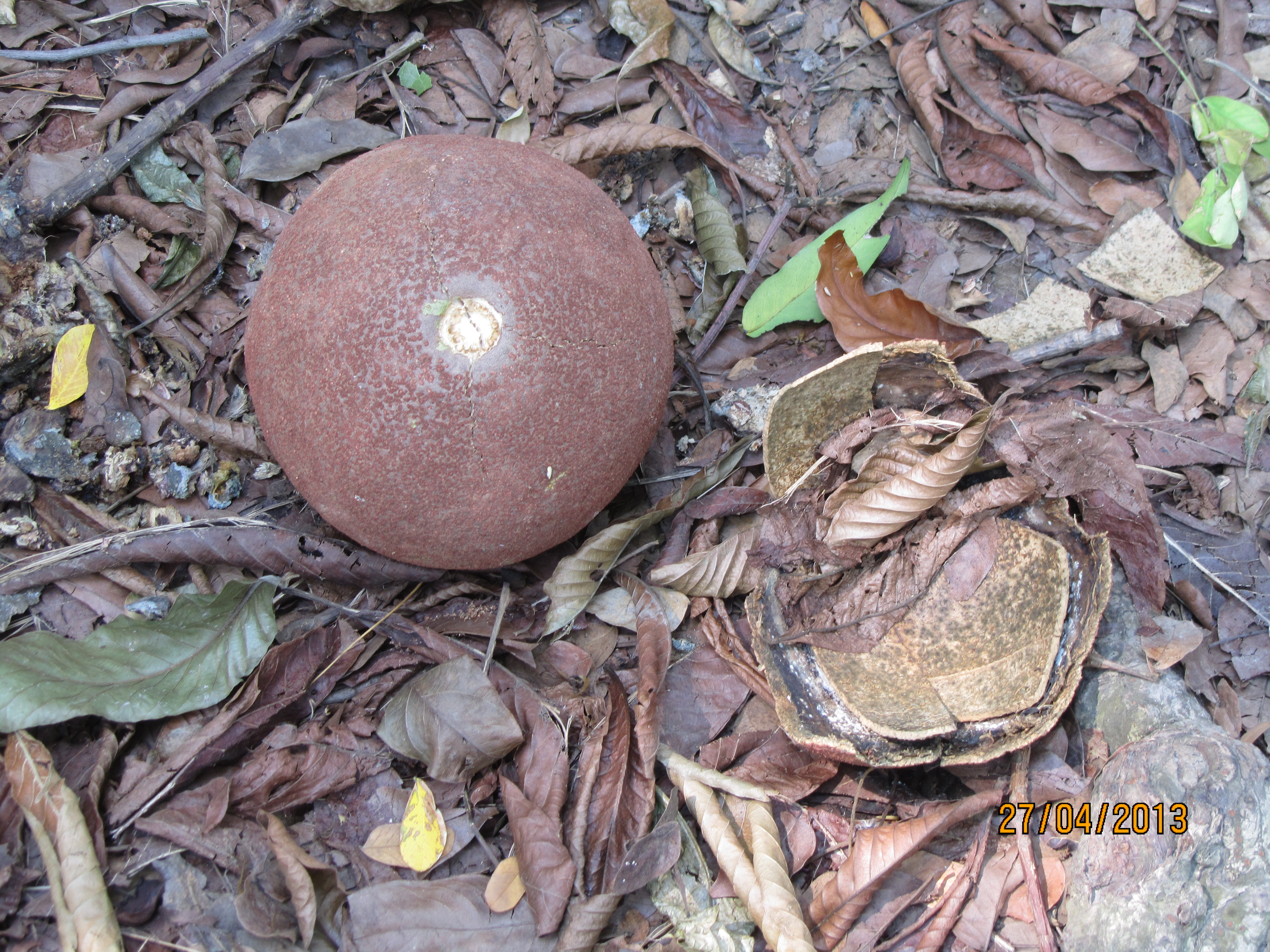